# ورم مختلط
الورم المختلط هو ورم ينشأ من أنواع متعددة من الأنسجة. الورم ثنائي الطور هو ورم له نوعان من الأنسجة. 
الورم المسخي هو النوع الرئيسي من الأورام الذي غالبًا ما يشمل أكثر من نوعين من الأنسجة. وقد تكون على سبيل المثال من الشعر أو العضلات أو الأسنان أو العظام.

## الحقيقي مقابل الغير حقيقي
يحتوي الورم المختلط الحقيقي على أنواع متعددة من الخلايا السرطانية. تتطلب بعض المصادر أن تكون أنواع الأنسجة المشمولة ورمية لتعريف الورم المختلط.
يحتوي الورم المختلط "الغير حقيقي" على نوع واحد من الخلايا السرطانية، ولكن لها أكثر من مظهر واحد. على سبيل المثال، قد تحتوي أورام الغدد اللعابية الحميدة متعددة الأشكال على بعض خلايا الورم التي تشكل غضروفًا زائفًا. ومع ذلك، فإن جميع خلايا الورم لها ملف عضلي ظهاري مماثل عند الفحص بالكيمياء النسيجية المناعية، وبالتالي يتم تصنيفها على أنها نوع خلية واحد.
لا تُحسب التغييرات التفاعلية أو التكيفية للورم في التصنيف على أنه مختلط. تشمل هذه التغييرات تولد الأوعية و/أو التنسج الليفي.

## أمثلة على الأورام المختلطة الحقيقية

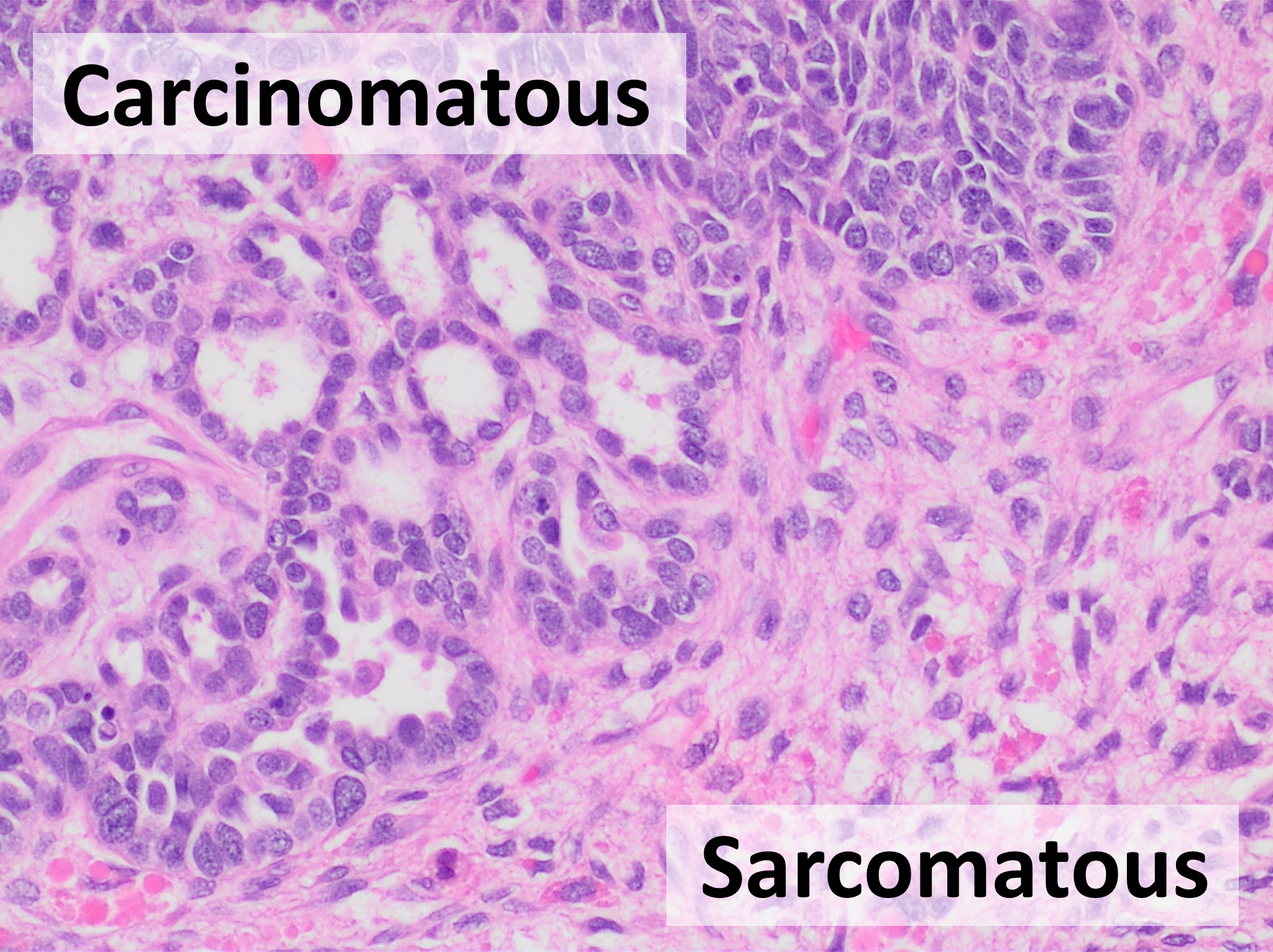
صورة مجهرية لساركوما سرطانية، صبغة الهيماتوكسيلين والإيستروجين، تظهر العناصر السرطانية والساركومية

| الورم           | العناصر الخلوية         | العناصر الخلوية    |
| --------------- | ----------------------- | ------------------ |
| ورم غدي ليفي    | الظهارة                 | ستروما             |
| ورم غدي صملاخي  | خلايا مفرزة لمعيةداخلية | خلايا عضلية ظهارية |
| ساركومة سرطانية | خلاياسرطانية            | خلاياساركومية      |